# رشاشية معششة
الرشاشية المعششة (بالإنجليزية: Aspergillus nidulans) فطر خيطي من أنواع الرشاشيات. و قد اتخذ هذا الفطر على أنه نموذج لدراسة بيولوجيا الخلايا حقيقية النواة على مدى 50 سنة. حيث تم استخدامه لدراسة التأشيب الجيني وترميم الدنا والطفرات ودورة الخلايا بالإضافة للإمراضية والاستقلاب. يتميز هذا الفطر بقدرته على التزاوج الذاتي وتشكيل الأجسام المثمرة بدون وجود النمط الجنسي الأخر للفطر.